# Kapel Onze-Lieve-Vrouw-Voorspraak

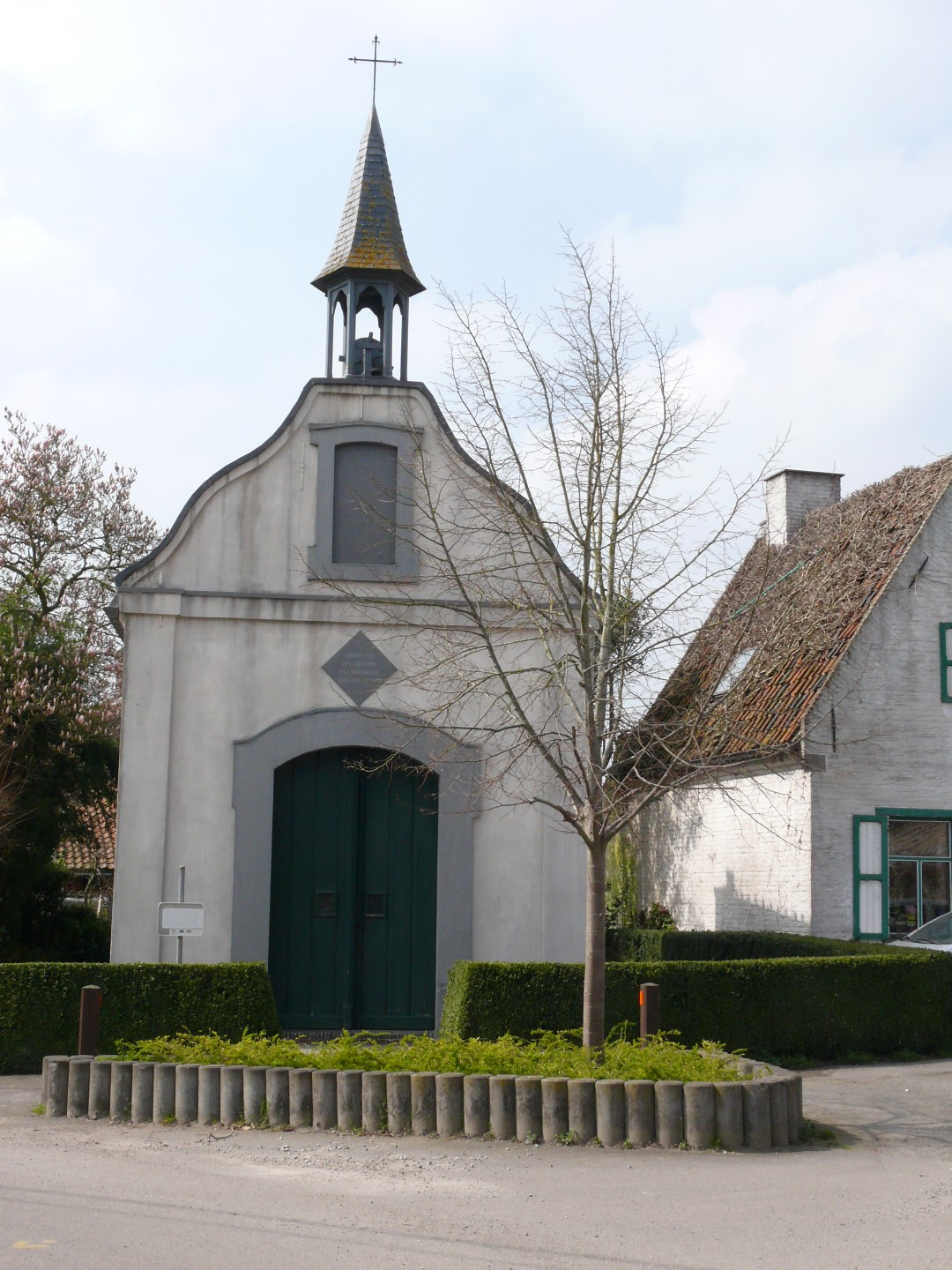
Kapel Onze-Lieve-Vrouw-Voorspraak

De Kapel Onze-Lieve-Vrouw-Voorspraak is een veldkapel in de tot de Oost-Vlaamse gemeente Aalter behorende plaats Knesselare, gelegen aan de Grote-Kapellestraat, bij huisnummer 36.

## Geschiedenis
De kapel werd gebouwd in 1735 nadat een 9-jarige jongen, Petrus Cardon, op miraculeuze wijze genezen zou zijn door een Mariabeeld dat zich in een boom bevond. De kapel werd gerestaureerd in 1927 en 1974. In 1947 werden tegels geplaatst die de zeven smarten van Maria verbeelden.

## Gebouw
Het betreft een rechthoekig veldkapelletje met een in- en uitgezwenkte topgevel en boven de toegangsdeur een gevelsteen met de tekst: Anno 1735 .O.L.Vrauwe Vorspraecke-Bidt voor ons. In het interieur is een gevelsteen met chronogram: Dese CapeLLe WorD aLhier geMaeCkt aLs MYnheer Ioannes baptIsta BeLLYn Voor pastor haD. Aan de achtergevel is de eerste steen te zien, beneden de calvarie, met de tekst: Ersten steen Petrus Bernardus Cardon . Fil. Petrus . anno 1735 . audt 9 jaeren en alf.

## Interieur
Het miraculeus Mariabeeldje is in gepolychromeerd hout uitgevoerd. Hierboven ziet men een schilderij, vervaardigd door J.B. Maes in 1791. Verder zijn er enkele heiligenbeelden.